# Шевань (кантон)
Шева́нь (фр. Chevagnes) — кантон во Франции, находится в регионе Овернь, департамент Алье. Входит в состав округа Мулен.
Код INSEE кантона — 0304. Всего в кантон Шевань входит 10 коммун, из них главной коммуной является Шевань.

## Коммуны кантона
| Коммуна           | Население, чел. (1999) | Почтовый индекс | Код INSEE |
| ----------------- | ---------------------- | --------------- | --------- |
| Болон             | 1 560                  | 03230           | 03019     |
| Ганне-сюр-Луар    | 387                    | 03230           | 03119     |
| Гарна-сюр-Энжьевр | 734                    | 03230           | 03120     |
| Ла-Шапель-о-Шас   | 216                    | 03230           | 03057     |
| Люзиньи           | 1 428                  | 03230           | 03156     |
| Парей-ле-Фрезиль  | 417                    | 03230           | 03203     |
| Сен-Мартен-де-Ле  | 142                    | 03230           | 03245     |
| Тьель-сюр-Аколен  | 925                    | 03230           | 03283     |
| Шевань            | 716                    | 03230           | 03074     |
| Шези              | 218                    | 03230           | 03076     |

## Население
Население кантона на 2006 год составляло 6 982 человека.
| 1962  | 1968  | 1975  | 1982  | 1990  | 1999  | 2006  | 2007 | 2008 |
| ----- | ----- | ----- | ----- | ----- | ----- | ----- | ---- | ---- |
| 7 318 | 7 678 | 7 558 | 7 539 | 7 423 | 6 743 | 6 982 | —    | —    |